# Cultura de Sa Huỳnh

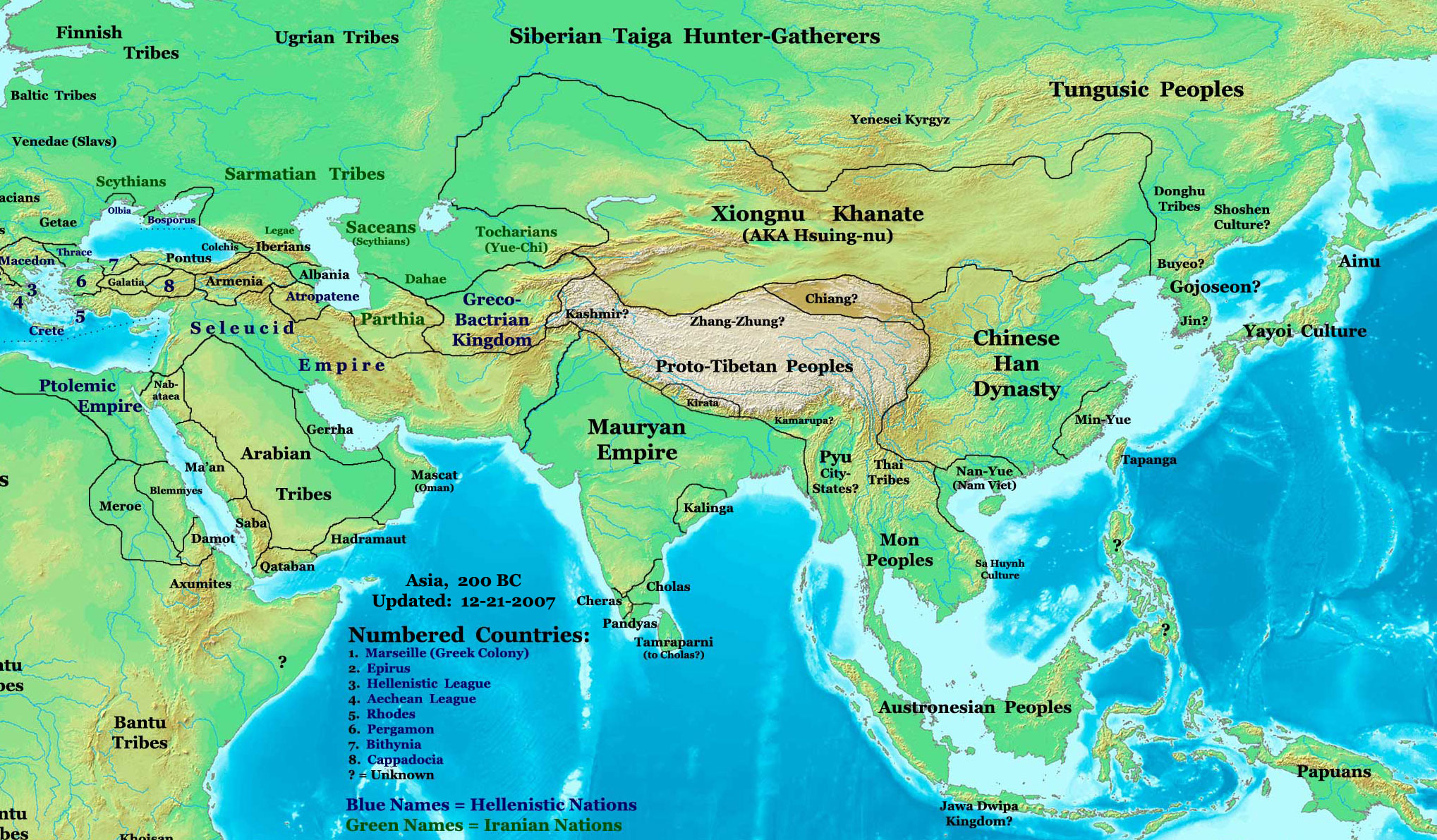
Àsia l'any 200 ae, en què es mostra la cultura Sa Huỳnh i veïnes

La cultura de Sa Huỳnh (vietnamita: Văn hóa Sa Huỳnh; tagal: Kalinangang Sa Huyun) florí entre el 1000 ae i el 200 ae al que hui és el centre i sud del Vietnam. S'han descobert jaciments arqueològics d'aquesta cultura des del delta del Mekong fins a la província de Quảng Bình, al centrenord del Vietnam. El poble de cultura de Sa Huỳnh es considera l'antecessor del poble txam, ètnia que viu al Vietnam, Cambodja i Tailàndia, de la família lingüística malaiopolinèsia, i fundadors del Regne de Txampa.
El jaciment de Sa Huỳnh es descobrí al 1909. Les restes són riques en eines de ferro de fabricació local, com destrals, espases, puntes de llança, ganivets i corbelles. Les eines de bronze, però, predominen en els jaciments de cultura Dông So'n, que es troben al nord del Vietnam i a la resta de la zona continental del sud-est asiàtic.
La cultura de Sa Huỳnh practicava la cremació dels adults i els enterrava en pots amb tapadora, una pràctica única d'aquesta cultura. Als enterraments en flascons solien acompanyar-los ofrenes rituals. Aquesta cultura es caracteritza també per les seues joies úniques per a les orelles, entre les quals destaquen els animals bicèfals. Aquests ornaments solien estar fets amb jade (nefrita), o bé vidre. Als jaciments també s'han trobat adorns de grans, normalment fets amb vidre.
Hi ha evidències d'una àmplia xarxa de comerç. Els grans i granadures de la cultura de Sa Huỳnh estaven fets amb vidre, cornalina, àgata, olivina, zircó, or i granat; la majoria d'aquests materials no són originaris de la zona, per la qual cosa és probable que foren importats. També s'han trobat espills de bronze de l'estil de la dinastia Han. D'altra banda, s'han trobat joies per a les orelles de la cultura de Sa Huỳnh en jaciments del centre de Tailàndia, illa Orquídia (Taiwan) i Palawan (Filipines).

## Utensilis

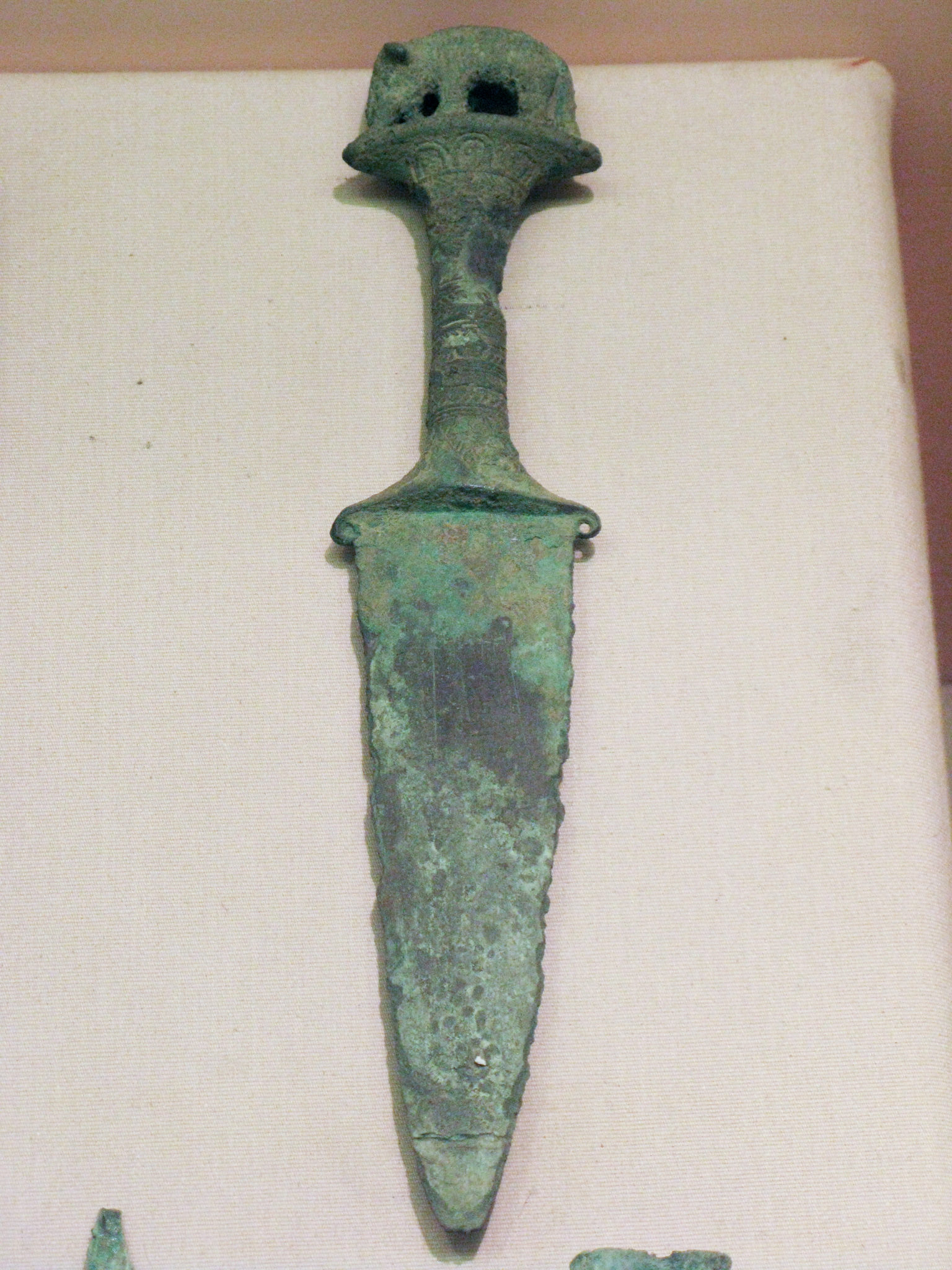
Arma de bronze
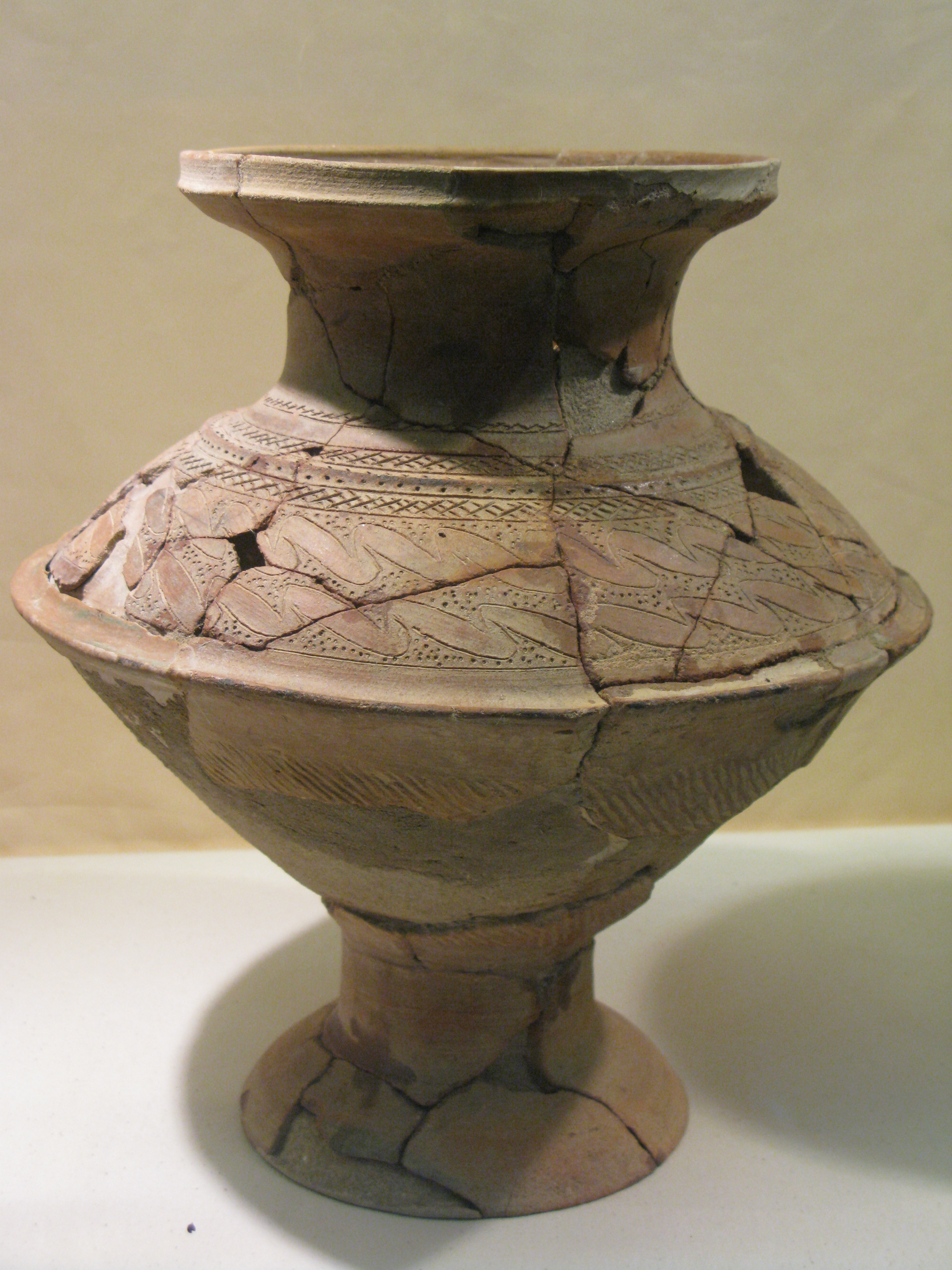
Gerro de ceràmica
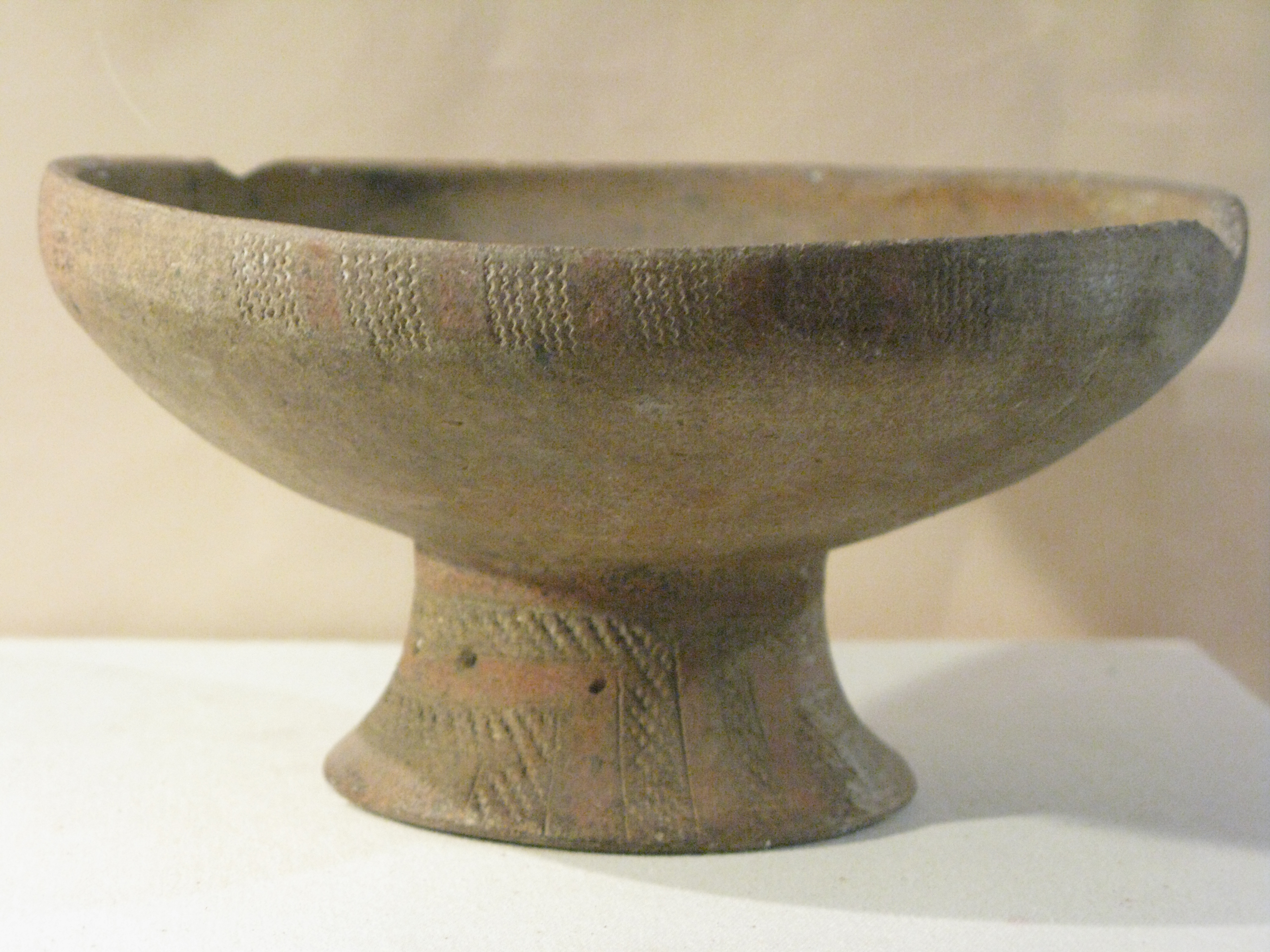
Fruiter de ceràmica
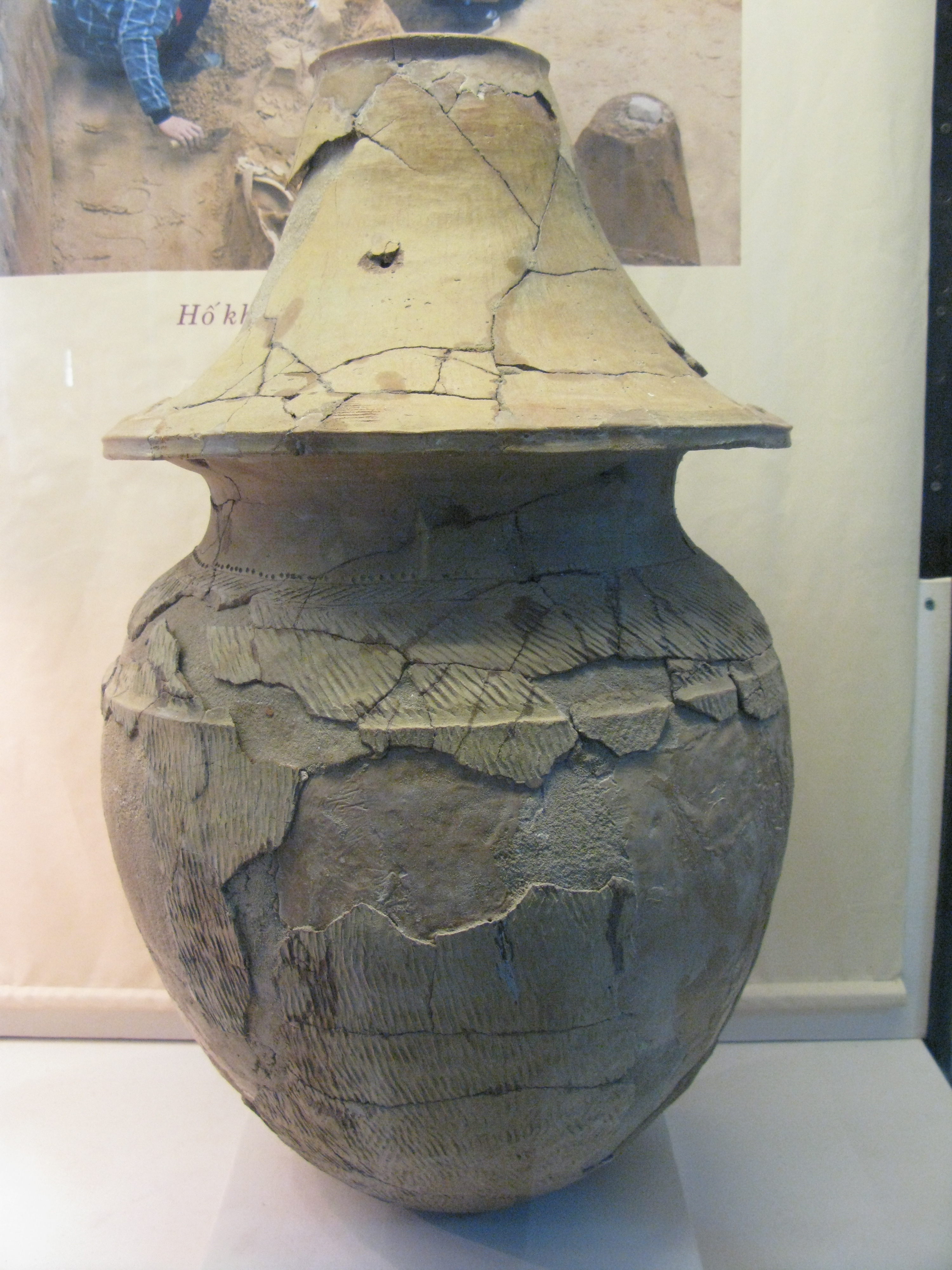
Flascó d'enterrament de ceràmica